# Empreinte digitale
Pour l’article homonyme, voir Empreintes digitales (film).

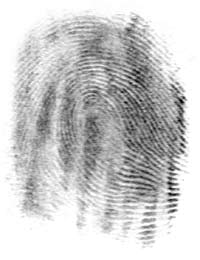
Photo d'une empreinte digitale.

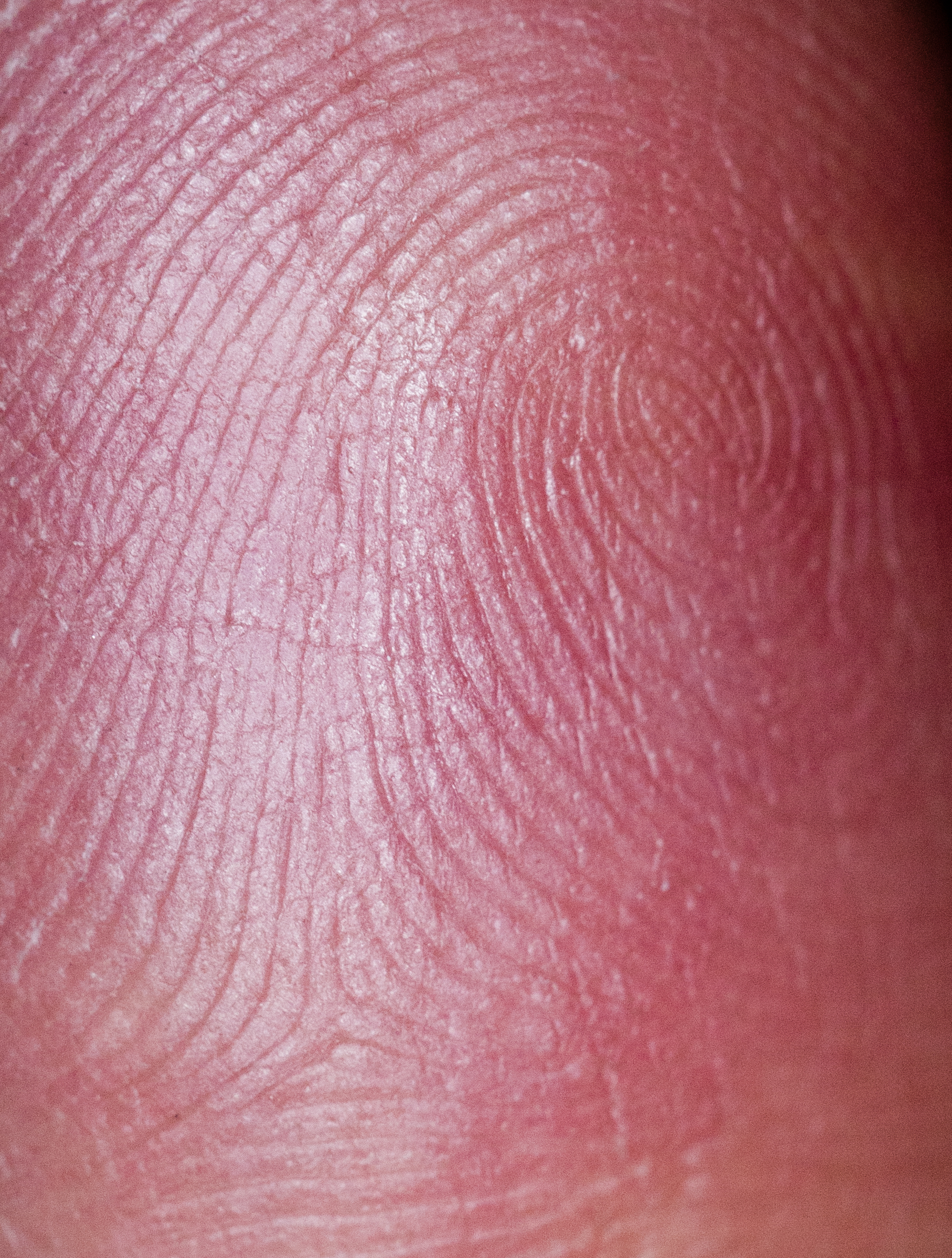
Dermatoglyphes d'un doigt : plis papillaires (crêtes et sillons).

Une empreinte digitale (parfois dactylogramme) est le dessin formé par un doigt sur un support suffisamment lisse pour qu'y restent marqués les dermatoglyphes.

## Définitions
Les dermatoglyphes, également appelés « empreintes digitales » par abus de langage, sont des plis (des crêtes et des sillons) à la surface de la peau et particulièrement des doigts, qui forment des volutes et des tourbillons spécifiques à chaque doigt de chaque individu. La probabilité que deux personnes aient les mêmes empreintes digitales est infinitésimale : une chance sur 64 milliards.
Les dermatoglyphes commencent à se former entre la 10e et la 16e semaine de vie du fœtus, par un plissement des couches cellulaires. Si l'expression des gènes joue un rôle, les circonvolutions des crêtes qui leur donnent leur dessin caractéristique dépendent de nombreux facteurs externes, notamment la vitesse de croissance des doigts, l'alimentation du fœtus, sa pression sanguine, etc. Ainsi, deux vrais jumeaux révéleront une grande similarité mais seront différentes. À vingt-quatre semaines, la géométrie des empreintes est fixée définitivement pour toute la vie de l’individu et les seules déformations qui se produiront ensuite viendront de la croissance des doigts.
Les procédés d'identification des individus par leurs empreintes digitales, sans l'aide d'ordinateur, sont désignés sous le nom de « dactylotechnie ». L'étude des dessins digitaux s'appelle la « dactyloscopie » (du grec daktylos, « doigt », et scopie, « examen »), tandis que l'étude des dessins palmaires s'appelle la chiroscopie (du grec ancien χείρ / kheír « main », et scopie, « examen »). Le caractère quasi-unique d'une empreinte digitale ou palmaire en fait un outil biométrique très utilisé en médecine légale et par la police scientifique pour l'identification des individus.
À partir de traces ou d'empreintes papillaires, des logiciels d'identification automatique permettent en 2013 de repérer de 150 à 200 points. À partir de traces palmaires — traces des paumes de la main, ces logiciels permettent de repérer 2 000 points en 2013[réf. souhaitée]. Une empreinte palmaire incomplète aux neuf-dixièmes est ainsi susceptible de pouvoir être exploitée.
On parle par analogie d'empreinte vocale, authentifiée par des techniques de reconnaissance du locuteur (en).
Dans l'usage, « empreinte digitale » est plus fréquent que « dactylogramme ».

## Historique

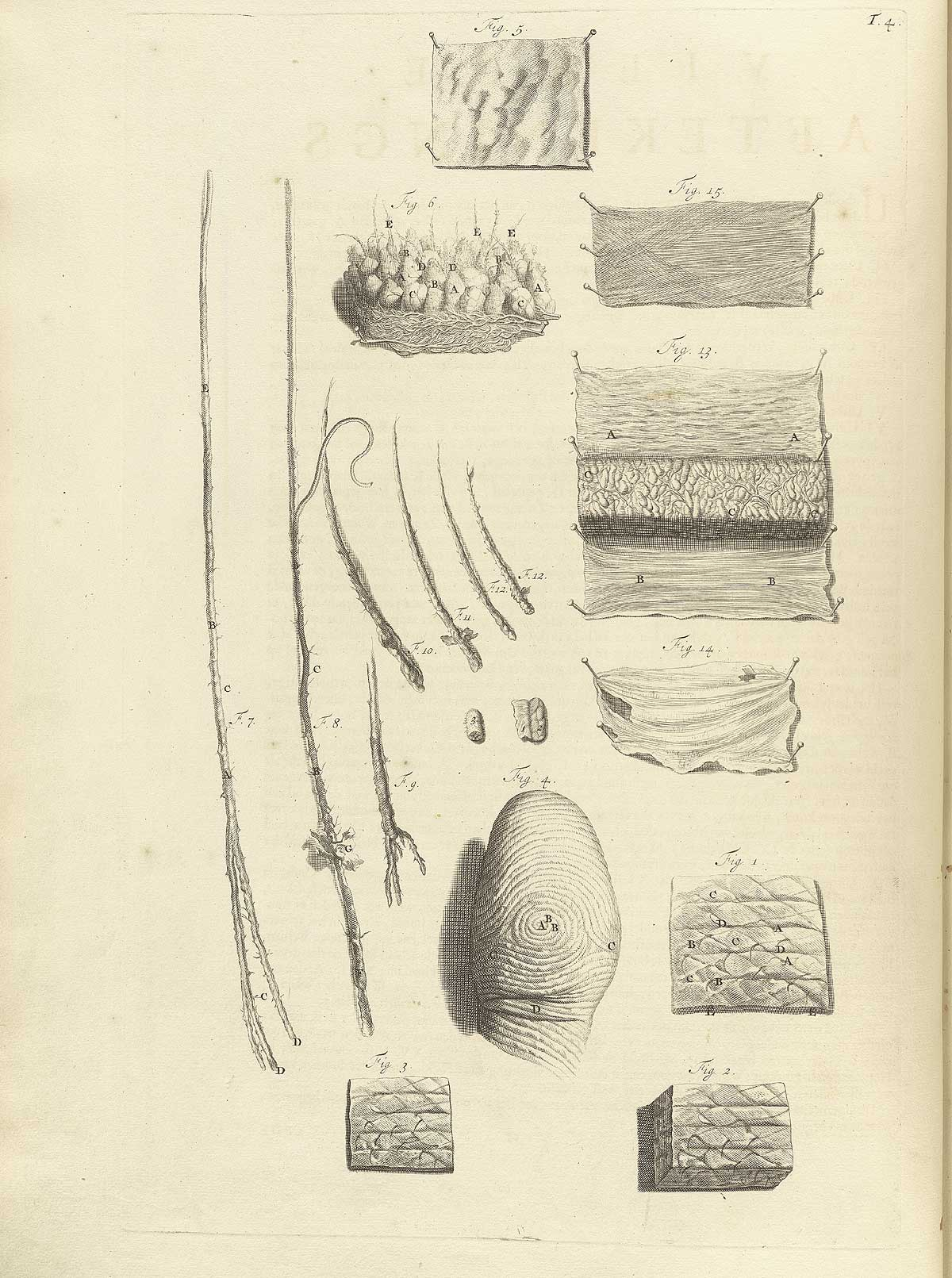
Planche extraite dAnatomia Humani Corporis du Néerlandais Govard Bidloo (1685). Gravure d'après un dessin de Gérard de Lairesse.

### Préhistoire
On observe déjà des empreintes de mains — positives ou négatives — sur les parois des cavernes paléolithiques. 

### Antiquité
On relève sur des poteries des traces digitales qui servent de signature aux Babyloniens dès l'Antiquité, ainsi qu'aux Chinois. Chez ces derniers l'usage des empreintes digitales à des fins d'authentification de document est attesté dès le VIIIe siècle, mais aucun usage pour des affaires criminel n'est mentionné dans les traités chinois anciens de médecine légale.

### Étude anatomique des dermatoglyphes
Au XVIIe siècle, l'anatomiste Marcello Malpighi identifie les papilles dermiques et les pores exocrines des crêtes dermiques,, tandis qu'elles sont représentées sur une planche d'un ouvrage d'anatomie de Govard Bidloo. En 1678, le botaniste et morphologiste anglais Nehemiah Grew décrit scientifiquement les dessins formés par les crêtes et les plis dermiques dans son rapport pour les Philosophical Transactions de la Royal Society. 
Le physiologiste tchèque Jan Evangelista Purkinje publie en 1823 une thèse dans laquelle il classe les empreintes à partir de la forme des crêtes. Ces dessins sont classés en neuf groupes, ce qui est très proche du système utilisé de nos jours.

### Utilisation des traces et empreintes digitales

#### XIXesiècle: Herschel, Faulds, Galton, Vucetich et Henry

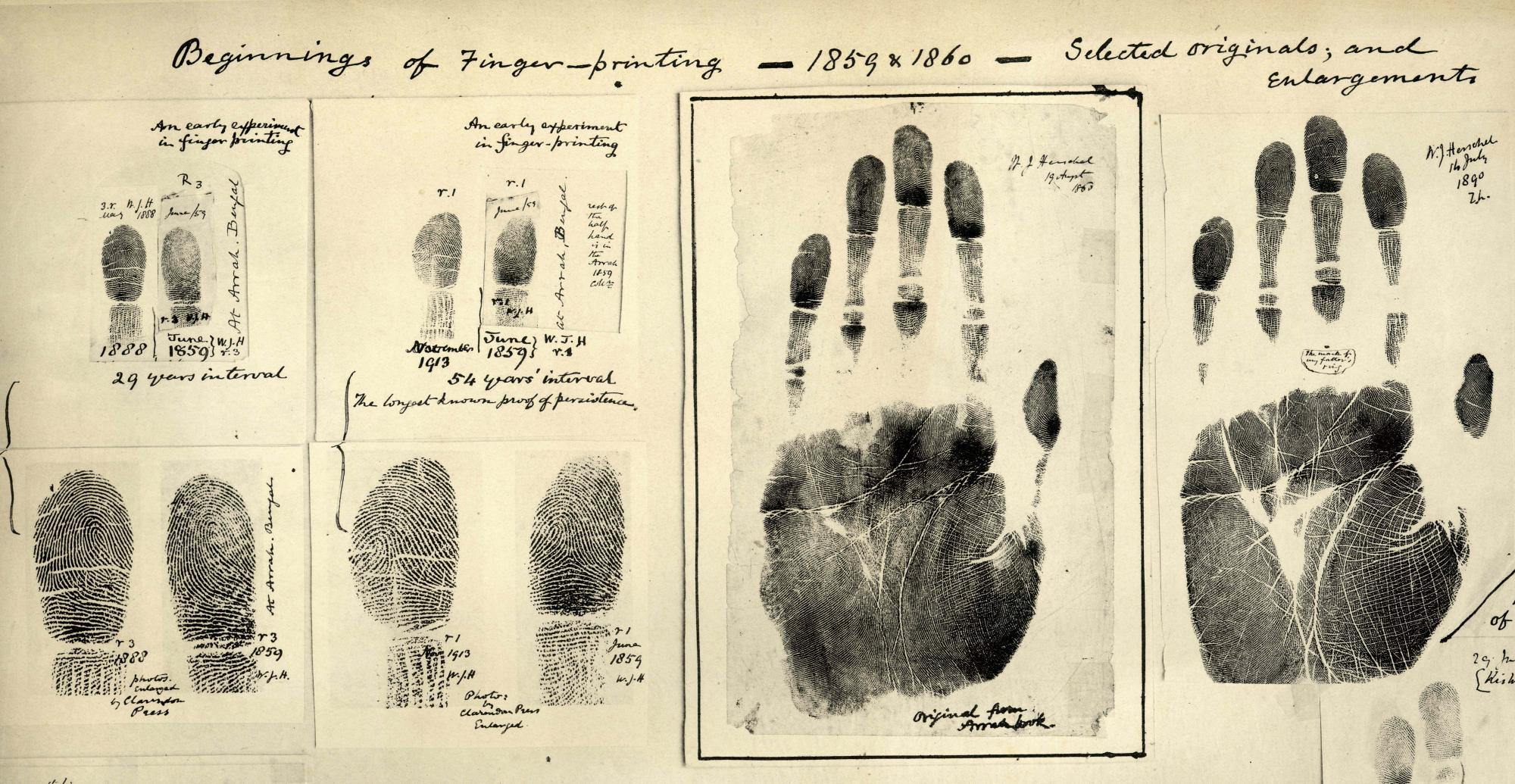
Empreintes digitales relevées par le Britannique William James Herschel. 1859-1860.

En 1858, aux Indes, le Britannique William James Herschel utilise les empreintes digitales pour éviter que les bénéficiaires de solde de l'armée ne la touchent plusieurs fois. À cette époque, elles servent aussi à identifier les marchands locaux qui refusent de remplir les termes de leurs contrats : Herschel fait apposer leurs empreintes digitales sur ces contrats.

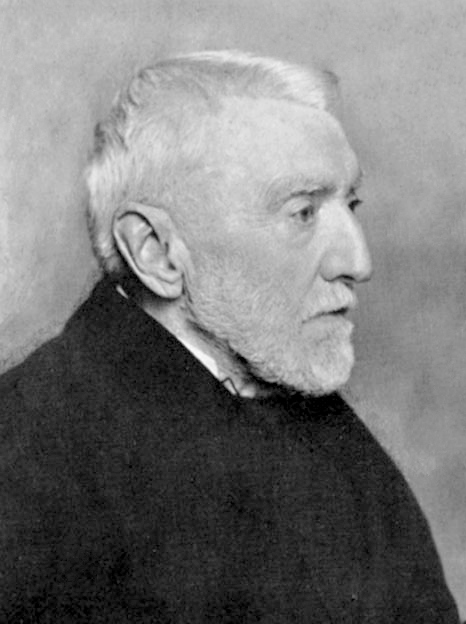
L'Écossais Henri Faulds (1843–1930).

Le médecin écossais Henry Faulds, en poste au Japon, publie en 1880, dans la revue Nature un article, dans lequel il discute de l'utilité des empreintes pour l'identification notamment des criminels, et où il propose une méthode pour enregistrer celles-ci avec de l'encre d'imprimerie ; il indique qu'il a confondu ainsi un cambrioleur et innocenté un accusé,. Il est aussi le premier à identifier des traces laissées sur un flacon. Il écrit à Charles Darwin pour lui expliquer sa méthode, mais le naturaliste, âgé et malade, transmet le courrier à son cousin Francis Galton, l'un des fondateurs de l'eugénisme et de la méthode statistique.
S'intéressant surtout à l'anthropologie, Francis Galton se penche à partir de 1888, à l'occasion d'une conférence qu'il est amené à faire à la Royal Society à propos de l'identification des individus et, en particulier, au sujet de la méthode Bertillon, sur l'étude des dermatoglyphes et publie en 1892 un ouvrage, Finger Prints (Empreintes digitales),, dans lequel il établit l'unicité et la permanence de ces figures cutanées. Il conçoit un système de classification détaillé et estime alors à 1 sur 64 milliards la probabilité que deux individus puissent laisser les mêmes traces. C'est à la suite des travaux de Galton qu'on redécouvre l'utilisation des empreintes digitales comme moyen d'identification.
En 1891, après avoir étudié les travaux de Galton, Juan Vucetich, fonctionnaire de police, crée en Argentine le premier fichier d'empreintes. Il sera, l'année suivante, le premier à identifier un criminel sur la base des empreintes digitales. L'utilisation du terme « méthode vuceticienne » pour désigner la dactyloscopie est toujours employée dans la police.

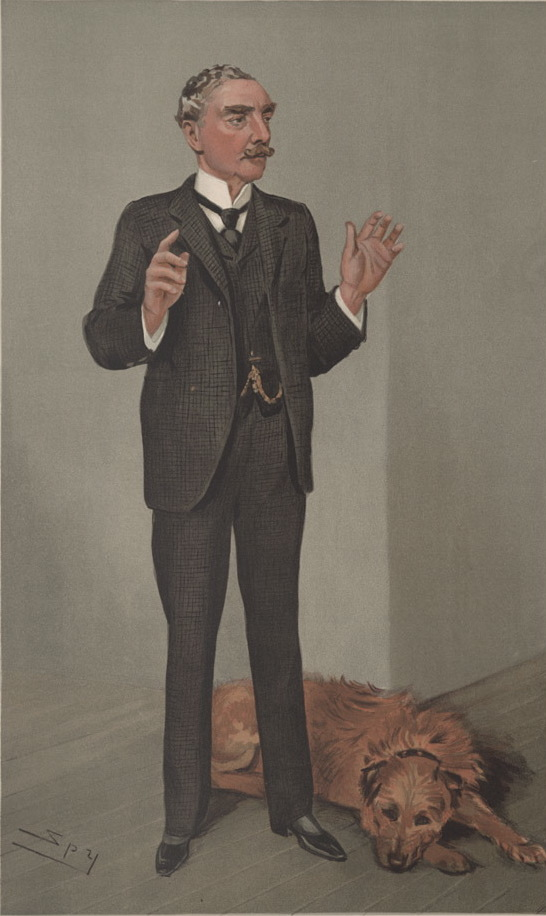
Caricature représentant sir Edward Henry (1850-1931), parue dans Vanity Fair, n° du 5 octobre 1905.

Deux années plus tard, Edward Henry (en), inspecteur britannique affecté au Bengale, met au point un système d'identification similaire à celui de Vucetich, système qui est toujours utilisé dans les pays anglophones. Ce « système Henry » définit des familles de dessins papillaires : boucles, arches, tourbillons… De retour à Londres, Henry fait adopter, dès 1897, cette technique par Scotland Yard. Il crée le premier fichier d'empreintes digitales en 1901 ; celui-ci vient alors compléter le bertillonnage.

#### XXesiècle, jusqu'aux années 1980

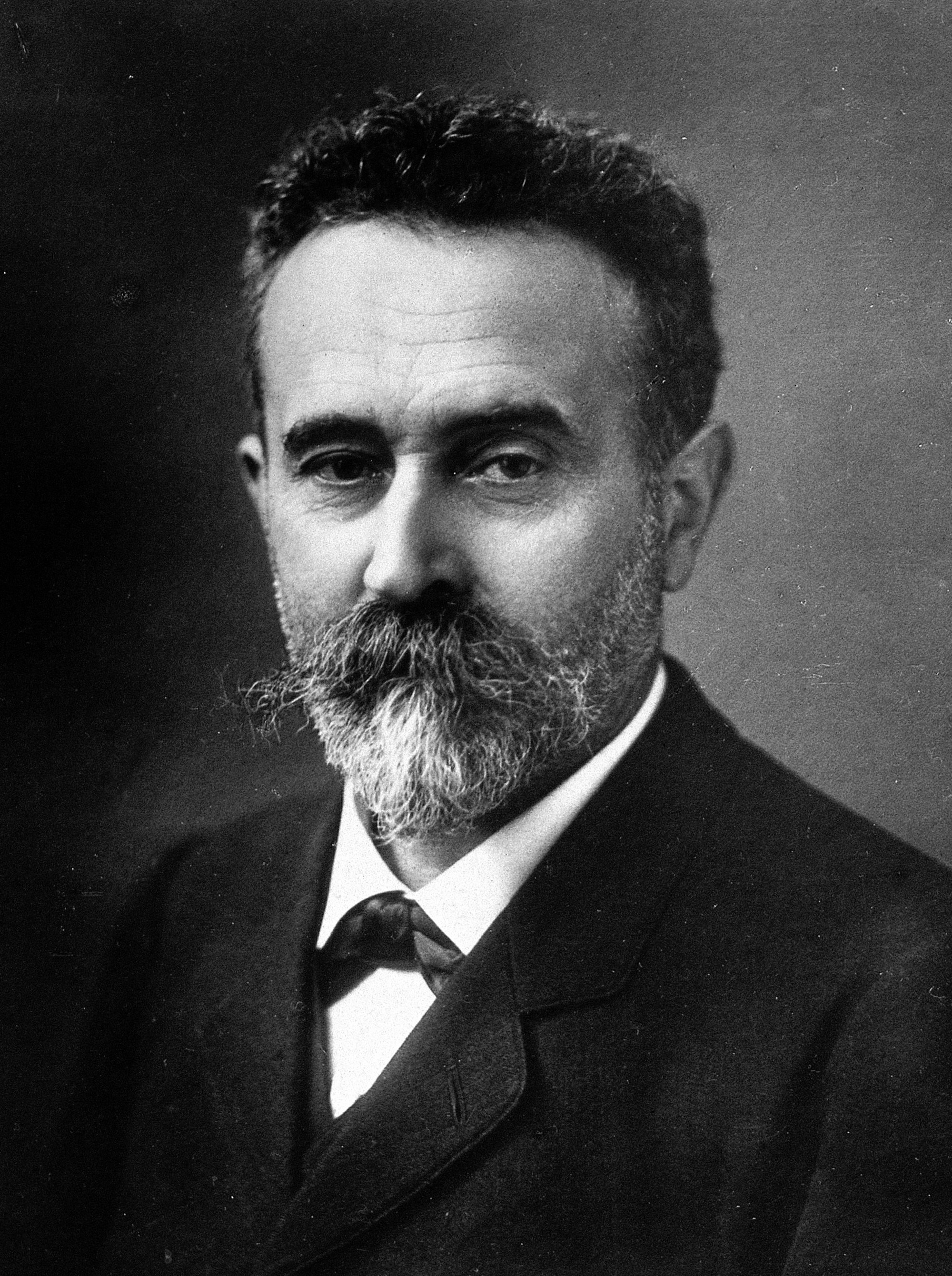
Le Français Alphonse Bertillon, créateur du bertillonnage. Il est en 1902, malgré ses critiques concernant la méthode, le premier en France à avoir identifié un criminel grâce aux empreintes digitales.

Aux États-Unis, le premier usage des empreintes digitales pour la résolution d'un crime est d'abord littéraire, dans La Tragédie de Pudd’nhead Wilson et la comédie des deux jumeaux extraordinaires par Mark Twain. Leur première utilisation judiciaire a lieu dans l'Illinois, lorsqu'une empreinte digitale, nettement visible sur la peinture fraîche, permet d'identifier Thomas Jennings pour une affaire de meurtre. Dans son arrêt People v. Jennings, la cour suprême de cet État confirme le 21 décembre 1911 la validité de cette preuve. De plus des fonctionnaire du Kansas ont découvert par hasard le cas de Will West, dont les données anthropométriques issue du bertillonage auraient coïncidé exactement avec celle d'un homonyme alors que leurs empreintes digitales différaient. Cette ressemblance entre deux homonymes aurait cependant été exagérée a posteriori.
En France, c'est à partir d'octobre 1902, après le ralliement tardif du criminologiste Alphonse Bertillon, créateur, propagateur et ardent défenseur de sa propre méthode d'identification, que les empreintes digitales sont devenues l'une des principales preuves lors des enquêtes policières, après que l'étude des traces digitales a conduit à l'arrestation, le 24 octobre 1902, pour le meurtre d'un jeune domestique, d'Henri-Léon Scheffer, déjà fiché pour vol et abus de confiance,,,.
En 1907, une commission de l'Académie des sciences conclut que la « valeur signalétique » des empreintes digitales « est au moins égale à celle de tout autre ensemble de caractères physiques », ce qui élève cette technique au rang de preuve. Dès lors, les services judiciaires de la police française établissent des fichiers décadactylaires (dix doigts) et monodactylaires en 1904.
Edmond Locard, le « père de la police scientifique », complète en 1912 la dactyloscopie par la « poroscopie », c'est-à-dire l'étude des pores de la peau, en se basant sur le fait que les motifs formés par les pores sont aussi uniques que ceux des sillons. Alphonse Bertillon, fondateur de l'anthropométrie judiciaire, suggère en 1914 aux artistes d'apposer une empreinte digitale sur leurs œuvres pour éviter toute contrefaçon.
Au Royaume-Uni la première affaire criminelle utilisant les empreintes digitales comme élément de preuve est l'affaire des frères Stratton (en) en 1905. L'utilisation des empreintes digitales dans la littérature policière la précède de peu avec L'Entrepreneur de Norwood, aventure de Sherlock Holmes écrite 17 ans après la première nouvelle policière d'Arthur Conan Doyle. 

#### Traitement informatique des données relatives aux empreintes digitales
La technologie de tomodensitométrie, développée dans les années 1980, permet d'identifier les empreintes latentes difficiles. La lophoscopie étudie les motifs trouvés le long de chaque sillon grâce au scanner d'empreinte ou à des fiches de qualité.
Jusque dans les années 1980, les policiers doivent recouper manuellement des milliers de fiches cartonnées réparties dans différents fichiers régionaux.
Ainsi, en France, pour l'affaire du juge Michel, il faut plusieurs mois pour trouver à qui appartiennent les traces laissées sur une moto. En 1987, lors de l'affaire Thierry Paulin, on s'aperçoit après l'arrestation de celui-ci que ses empreintes, bien que répertoriées dans un fichier de la police de Toulouse, n'avaient pas été comparées. C'est cette dernière affaire qui accélère la création du Fichier automatisé des empreintes digitales (FAED) qui est institué par le décret du 8 avril 1987. Ce fichier est géré par la police scientifique. Depuis la loi d'orientation pour la sécurité intérieure de 2002, il s'étend aux empreintes palmaires. Ce fichier est issu du logiciel Morpho System de SAGEM, qui automatise les photographies, la numérisation, le traitement et la comparaison des empreintes digitales et palmaires. Le principe de reconnaissance d'empreinte palmaire reste identique : un logiciel quadrille la paume de la main en seize zones de la taille d'une empreinte digitale. Comme pour la reconnaissance des empreintes digitales, il faut, pour qu'un résultat soit jugé positif en France, qu'au moins douze points d'une trace correspondent parfaitement à ceux d'une empreinte recensée dans le FAED, sans aucun point de discordance non explicable. Le 20 janvier 2010, une première est réalisée par la police technique et scientifique : un voleur est démasqué par ses empreintes palmaires. Autorisé le 28 octobre 2016 par décret, le Fichier des titres électroniques sécurisés (TES) inclut les empreintes digitales de tous les détenteurs d'une carte nationale d'identité ou d'un passeport français.

## Agencement des traces digitales
L’agencement des empreintes digitales soulève un paradoxe : leur forme est spécifique d’un individu, mais elles se ressemblent beaucoup dans leurs structures. En effet, on définit trois motifs partagés par 95 pour cent de la population : la boucle (60 % des cas), la spirale (30 % des cas, appelée aussi verticilles, spires ou tourbillons) et l’arche, plus rare (5 % des cas, appelée aussi arc ou tente),. Les cinq pour cent restants appartiennent à une catégorie plus complexe d’agencements avec de multiples boucles.

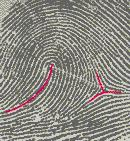
boucle
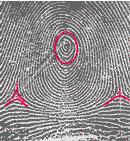
verticille
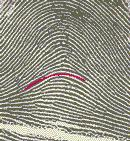
arc

Ainsi on parle d'adelte, de bidelte, de tridelte (rare). Les monodeltes se divisent en sous-groupes : les normales, externes, composites. De même pour les bideltes : à verticilles concentriques, à verticilles en « z »…[pas clair]
On différencie les motifs entre eux à l'aide de points singuliers sur les boucles, verticilles ou arcs :
- points singuliers globaux :
  - noyau ou centre : lieu de convergences des stries ;
  - delta : lieu de divergences des stries ;
- points singuliers locaux (appelés aussi minuties) : points d'irrégularité se trouvant sur les lignes papillaires (terminaisons, bifurcations, îlots-assimilé à deux terminaisons, lacs).

Minuties
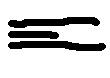
Arrêt de ligne
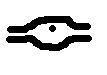
Îlot ponctuel
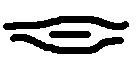
Îlot linéaire
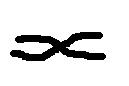
Intersection
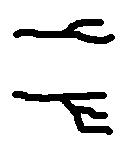
Bifurcation simple et multiple
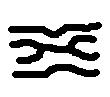
Branchement opposé
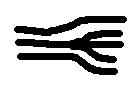
Branchement deltoïde
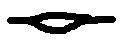
Anneau
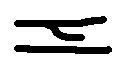
Crochet
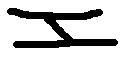
Pont

On estime qu'il y a plus de cent points de convergence entre deux empreintes identiques. Les points de convergence sont des irrégularités sur les lignes papillaires. En France, il est d'usage d'utiliser douze points (appelés minuties) relevés sans contrariété pour authentifier l'empreinte d'un suspect. Entre huit et dix points, une forte présomption est établie grâce à des algorithmes. En Suisse, un système probabiliste est utilisé dans les comparaisons : on calcule la probabilité du dessin en se basant sur les statistiques d'apparition des différentes minuties : îlots, divisions…
La probabilité que deux personnes aient la même empreinte digitale est une sur 64 milliards, ce qui est très faible à l'échelle de la population humaine. De plus, son caractère aléatoire s'affranchit des risques de ressemblance entre individus partageant un même patrimoine génétique : des individus monozygotes comme des jumeaux ou des quadruplés par exemple auront chacun un jeu d'empreintes digitales qui leur sera propre et différent de celui des autres individus de la même fratrie, de même pour les empreintes légèrement différentes entre la main gauche et la main droite.
En effet, les gènes sont responsables de l'architecture générale des empreintes (les trois grands motifs) alors que le développement embryonnaire et l'environnement de la vie intra-utérine, différents d'un fœtus à l'autre, influent sur les points singuliers. Parmi ces facteurs externes, on recense, les forces de frottement des doigts en cours de formation sur divers éléments, tels le liquide amniotique et les structures utérines, la formation osseuse sous-jacente (la taille et la vitesse de croissance de l’os), le suçage du pouce in utero ou encore les mouvements des mains modèlent l’épiderme. L'environnement extérieur lui-même joue un rôle majeur. Par exemple, plusieurs études suggèrent que des stress chimiques (l’exposition à des agents toxiques, l’alcool), biologiques (des infections virales ou bactériennes) ou physiologiques (l’hypertension, le manque d’oxygène), mais aussi psychologiques, augmentent l’altération des dessins digitaux (interruption des crêtes, arête dédoublée). À ce titre, les empreintes digitales peuvent être considérées comme des marques indélébiles de ce qui s’est produit au cours du développement entre la 10e et la 24e semaines de gestation.

## Relevé des traces digitales
La trace digitale peut être :

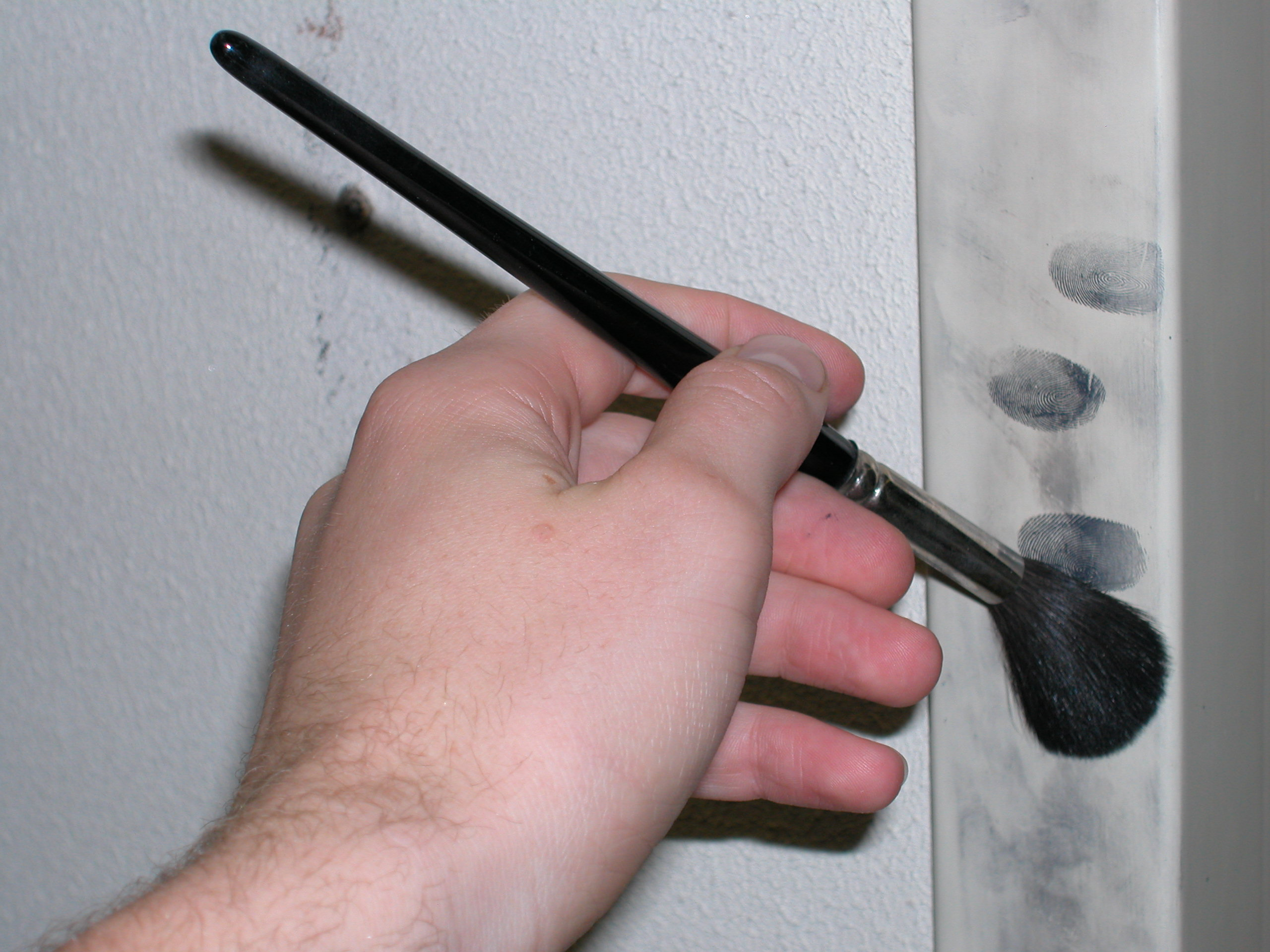
Relevé des traces digitales

- visible (ou directe) – elle est dite « positive » lors de l'apposition de matière, et « négative » lors de l'enlèvement de matière – ;
- latente (invisible à l'œil nu) – la trace vient du dépôt de sueur (sécrétion des glandes sudoripares : 99 % d'eau qui, en s'évaporant, laisse en place sels et acides aminés) et/ou du dépôt de sécrétions sébacées – ;
- moulée – la trace vient du contact d'un doigt avec une surface malléable (cire, mastic…).

Pour relever les traces digitales directes, les dactylo-techniciens, spécialistes des relevés, photographient ces empreintes avec une échelle, puis les transfèrent sur un support en matière plastique souple, mis sous scellé et envoyé au laboratoire pour être analysé.
Pour relever les traces digitales latentes, les dactylo-techniciens emploient depuis les origines le pinceau et une poudre très fine (céruse, alumine, oxyde de cuivre, poudre magnétique). Différentes poudres sont à leur disposition :
- poudre noire pour les surfaces blanches ;
- poudre blanche (à base d'aluminium) pour les surfaces lisses (bois, verre, mur, etc.) ;
- poudre fluorescente pour des fonds multicolores.

Lorsque les poudres se révèlent inefficaces, on utilise des techniques alternatives.
Pour les surfaces poreuses (papier, carton, kraft, etc.), la pièce est d'abord plongée dans un bain chimique, une solution appelée DFO (diazafluorénone), puis envoyée dans une étuve pour le séchage. L'empreinte est alors révélée par une lumière ultraviolette spéciale. La ninhydrine permet également de révéler ce type d'empreintes qui apparaissent en pourpre et se révèlent souvent de meilleure qualité qu'avec la DFO. Les meilleurs résultats sont obtenus à partir d'une solution combinée d'indanedione et de chlorure de zinc.
Pour les supports lisses type latex, on emploie une « technique de fumigation » : on fait chauffer la cyanoacrylate dans une enceinte contenant les pièces à analyser jusqu'à ce qu'elle se vaporise. Les vapeurs de cette colle se déposent alors sur les composants de l'empreinte : une belle trace blanche apparaît (sur les surfaces blanches, on utilise des colorants).
Pour révéler les empreintes les plus ténues (comme sur les textiles ou certains papiers), on utilise le procédé de métallisation sous vide : on fixe l'objet dans un gros caisson métallique dans lequel on crée un vide poussé. De petites coupelles d'or et de zinc placées à l'intérieur sont chauffées. Des atomes d'or et de zinc s'en détachent alors. L'or se dépose sur toute la surface de l'objet tandis que le zinc se dépose entre les crêtes papillaires. L'or ne se mélange donc au zinc qu'aux endroits où aucune empreinte ne se trouve : l'empreinte digitale apparaît en négatif. Cette technique coûteuse est efficace sur tout type de support, à condition que l'objet ne soit pas trop volumineux ni compressible (comme le polystyrène, par exemple).
Lorsque les empreintes sont laissées sur des surfaces poreuses (telles que du carton ou du papier), les poudres classiques ne sont d'aucune utilité. Plusieurs techniques peuvent être utilisées, par exemple l'utilisation d'une poudre magnétique déposée à l'aide d'une baguette aimantée, technique utilisable également sur une surface non poreuse.
Plus récemment, on utilise le « Crimescope » ou le « Polilight » : ces lasers lumineux émettent, par l’intermédiaire de fibres optiques, des longueurs d’onde allant de l’infrarouge à l’ultraviolet. Après obscurcissement de la pièce, les traces digitales sont éclairées dans cet intervalle du spectre électromagnétique, réfléchissent la lumière par le phénomène de luminescence et sont révélées (au même titre que les poils, fibres et minuscules résidus biologiques).

## Applications et restrictions
Par défaut, l'empreinte de l'index gauche est utilisée pour établir une carte d'identité française.

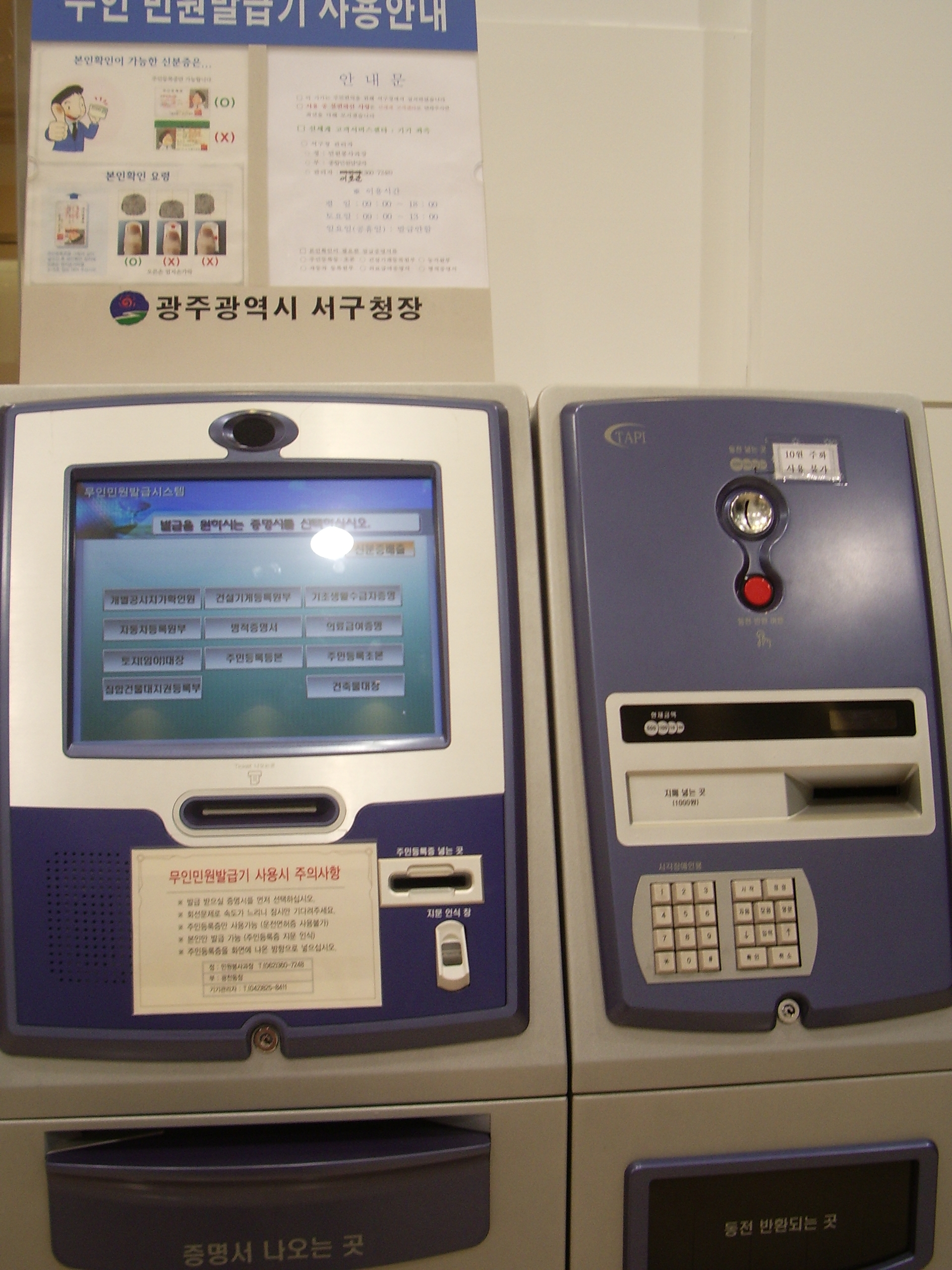
Un guichet automatique pour certificat administratif à authentification basée sur les empreintes digitales (Corée du Sud).

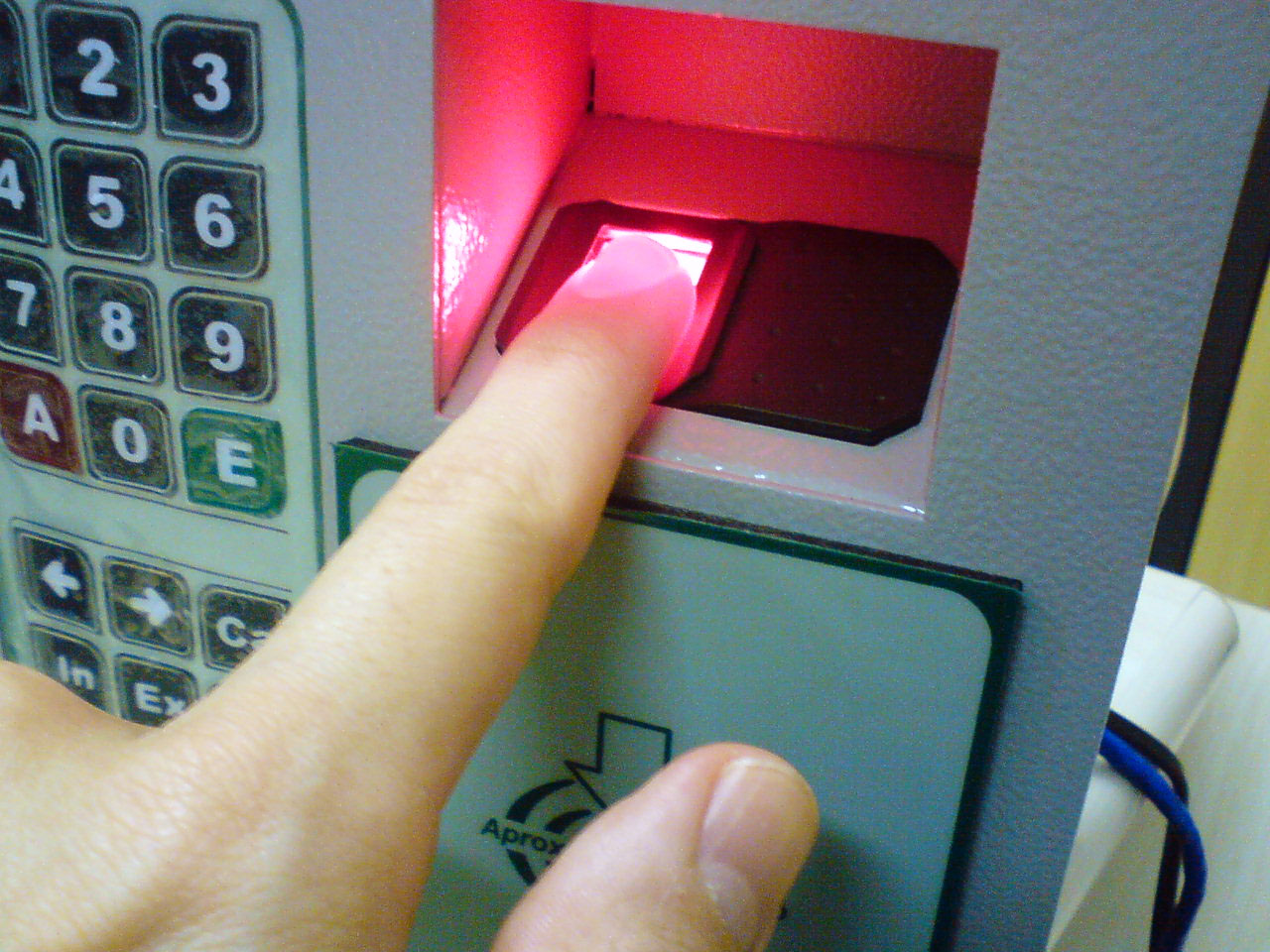
Scanner d'identification des empreintes digitales (Brésil).

Les scanneurs d'empreintes, autrefois utilisés uniquement pour les systèmes de fermeture des énormes coffres bancaires, deviennent à présent des éléments de sécurité intégrés par exemple sur des ordinateurs portables, des téléphones ou des guichets automatiques.
Certains ordinateurs et smartphones sont pourvus de lecteurs d'empreintes, permettant d'éviter la saisie de mot de passe.
Le 26 septembre 2008, la Commission nationale de l'informatique et des libertés (CNIL) refuse les dispositifs biométriques de reconnaissance d'empreintes digitales à des fins de contrôle d'accès (et de présence des élèves) des établissements scolaires. De manière générale, la CNIL restreint l'utilisation biométrique des empreintes digitales dans les entreprises, qui n'est acceptée qu'en présence de « fort impératif de sécurité » lorsque les empreintes sont stockées sur un système informatique central. En revanche, elle se montre beaucoup plus tolérante lorsque les empreintes sont stockées sur des supports individuels (carte magnétique, carte à puce, clé USB, etc.).
En effet, la CNIL indique qu'il est facile de prélever à l'insu de la personne concernée ses empreintes digitales, et donc d'usurper son identité. Ceci est d'autant plus facile si les empreintes sont stockées dans des bases de données, vulnérables à l'indiscrétion éventuelle d'employés ou au piratage informatique.

## Archéologie
Des traces digitales et palmaires préhistoriques sont connues dans certains sites archéologiques. Ceci est notamment le cas à la grotte aux Points d'Aiguèze (Gard, France). Dans cette grotte des traces papillaires palmaires ont été identifiés sur plusieurs empreintes de paumes ocrées laissées contre les parois au Paléolithique supérieur. Ces dermatoglyphes ont fait l'objet d'une analyse chiroscopique dans le cadre du projet Datation Grottes Ornées.